# Marijke Hilhorst
Hendrica Petronella Cornelia Marijke Hilhorst (Laren, 28 januari 1952) is een Nederlandse journaliste, columniste, schrijfster en publiciste.

## Levensloop
Hilhorst studeerde Nederlands en algemene literatuurwetenschap aan de Universiteit van Amsterdam. Ze was enkele jaren werkzaam als lerares Nederlands aan de Joke Smitschool, een dagschool voor volwassenen te Amsterdam. Sinds 1987 is ze werkzaam bij het opinieweekblad Elsevier, eerst op freelancebasis, later als redacteur. In haar begintijd bij Elsevier verscheen er elke week een door haar afgenomen vraaggesprek met een (bekende) Nederlander; eveneens kwamen er recensies over boeken en artikelen over mode, design en architectuur van haar hand. Heden ten dage schrijft ze regelmatig over reizen en heeft ze een wekelijkse column.
Hilhorst heeft ook gewerkt bij NRC Handelsblad en Vrij Nederland en een drietal seizoenen bij de VPRO als redacteur van boekenprogramma's. Voor Vrij Nederland onderzocht zij samen met schrijver Willem Jan Otten hoe literatuurlijsten op middelbare scholen in elkaar steken.
Haar schrijversdebuut vond plaats in 1999 toen haar familiekroniek De vader, de moeder & de tijd werd uitgebracht. Het leverde haar de nominatie voor de Debutantenprijs op. In 2008 schreef ze een handleiding over het samenstellen van een eigen familiekroniek, een onderwerp waarover ze ook een aantal cursussen heeft gegeven.
Marijke Hilhorst was gehuwd met de neerlandicus Thijs Pollmann (1939-2022), hoogleraar in de taalkunde aan de Universiteit Utrecht. Ze woont in Amsterdam.
Naar aanleiding van het verschijnen van deze pagina over haar wijdde ze een aflevering van haar column in Elsevier aan Wikipedia, waarbij ze enkele kritische kanttekeningen plaatste.